# Fleet (Lincolnshire)
Pour les articles homonymes, voir Fleet (homonymie).
Fleet est une paroisse civile et un village du Lincolnshire, en Angleterre.